# José Gadelha
José de Paiva Gadelha (Sousa, PB, 11 de abril de 1916 – Sousa, PB, 14 de novembro de 1981) foi um comerciante e político brasileiro, que exerceu o cargo de deputado federal pela Paraíba.

## Dados biográficos
Filho de Manuel Gadelha Filho e Joaquina de Paiva Gadelha, nasceu em Sousa, em 1916. Comerciante, foi produtor de algodão, e estreou na política em 1951, ao ser eleito vereador de Sousa. Afastou-se das disputas eleitorais por alguns anos, até eleger-se suplente de deputado federal, via UDN, em 1962, chegando a exercer o mandato sob convocação. Após a imposição do bipartidarismo, pelo Ato Institucional n.° 2, durante o regime militar de 1964, adentrou no MDB, sendo eleito deputado federal em 1966. Pela mesma legenda, foi candidato a suplente de senador na chapa de Humberto Lucena, em 1970, sem obter sucesso. Encerrou sua vida pública logo a seguir, e manteve-se em suas atividades privadas, dando sustentáculo à carreira política de sua família. Faleceu em 1981, em sua cidade natal. Seus filhos Dalton Gadelha, Doca Gadelha, Jorge Gadelha, Marcondes Gadelha, Paulo Gadelha, Renato Gadelha e Salomão Gadelha, além de netos, como Leonardo Gadelha, também tiveram atuação política ou empresarial.

## Desempenho eleitoral
| Ano  | Eleição                       | Partido | Cargo               | Votos   | %      | Posição | Resultado  |
| ---- | ----------------------------- | ------- | ------------------- | ------- | ------ | ------- | ---------- |
| 1951 | Eleições municipais em Sousa  | UDN     | Vereador            | 785     | 8,79%  | 4º      | Eleito     |
| 1962 | Eleições estaduais na Paraíba | UDN     | Deputado Federal    | 8.010   | 2,93%  | 16º     | Não Eleito |
| 1966 | Eleições estaduais na Paraíba | MDB     | Deputado Federal    | 13.169  | 3,58%  | 15º     | Eleito     |
| 1970 | Eleições estaduais na Paraíba | MDB     | Suplente de Senador | 185.332 | 22,23% | 3º      | Não Eleito |

Fonte: 